# Vladislav
För andra betydelser, se Vladislav (olika betydelser).
Vladislav är ett slaviskt mansnamn, med samma stam som Ladislaus, som har använts av bland andra ett flertal historiska personer. 
Kortformer for Vladislav och Ladislaus är Vlad och Laslo.
Personer med namnet:
- Vladislav, neapolitansk kung 1386
- Vladislav IV, polsk kung 1632 och rysk kejsare, född även svensk prins, son till kung Sigismund
- Vladislav III, valakisk furste 1448, kallad Vlad Dracula
- Vladislav Heponen, mer känd som Cledos, finländsk rapartist
- Władysław Szpilman
- Władysław Reymont
- Władysław Anders
- Władysław Gomułka
- Władysław Sikorski
- Władysław Tatarkiewicz
- Władysław Bartoszewski
- Władysław Kozakiewicz